# 周氏宗祠 (宁波市)
29°51′42.67″N 121°29′11.36″E / 29.8618528°N 121.4864889°E
周氏宗祠位于中国浙江省宁波市海曙区高桥镇新庄村新庄自然村2号，明清建筑，建筑坐北朝南，由前、中、后三进及两厢组成，前进为门厅，中进为大殿，前进与中进之间设有厢房，中进与后进之间左右两侧设廊，2010年9月公布为鄞州区文物保护单位:363，2018年12月28日因行政区划调整公布为海曙区文物保护单位。